# Pravčická brána

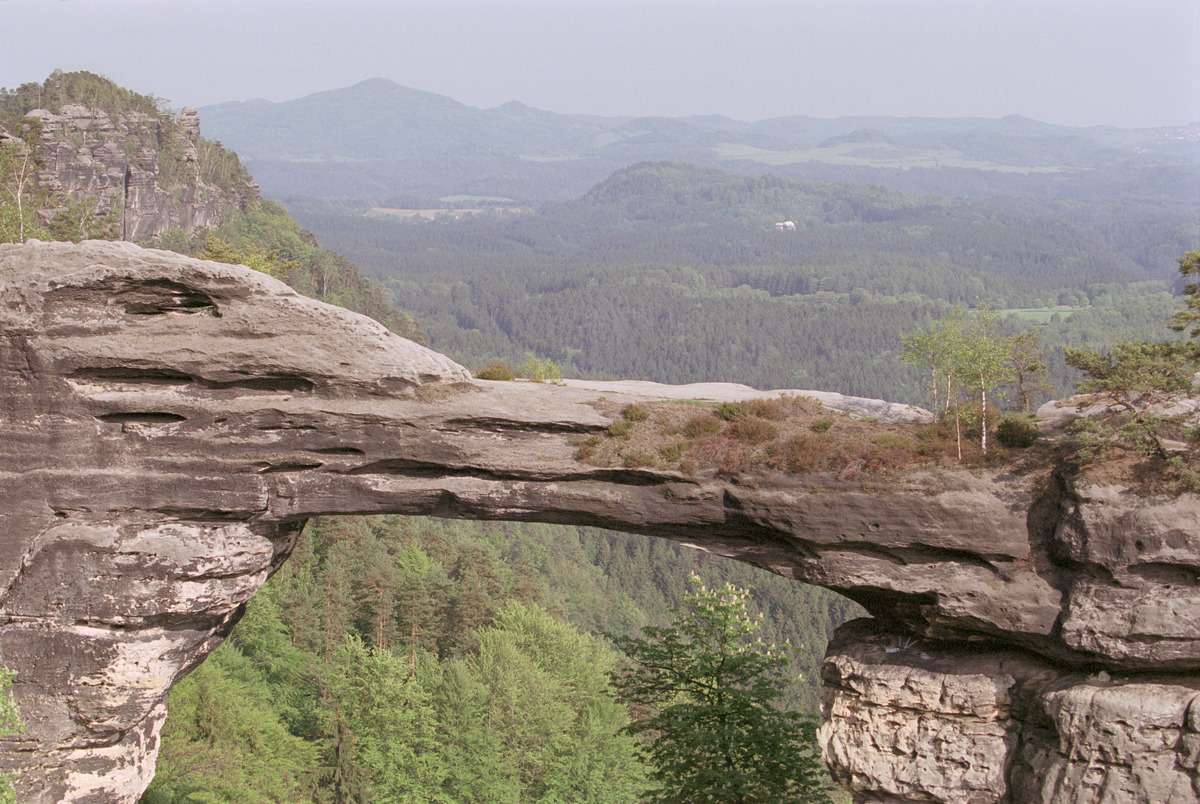
Pravčická brána

Pravčická brána (Duits: Prebischtor) is een rotsformatie die met haar hoogte van 16 meter en breedte van 26 meter de grootste natuurlijke zandsteenbrug van Europa is. Ze ligt ten noorden van Děčín dicht op de grens van Tsjechië en Duitsland in het Boheems Zwitserland (České Švýcarsko).
De zandsteenbrug is ontstaan door watererosie. Ze is gelegen in het nationaal park České Švýcarsko. Bereikbaar via Hřensko.

## Fotogalerij

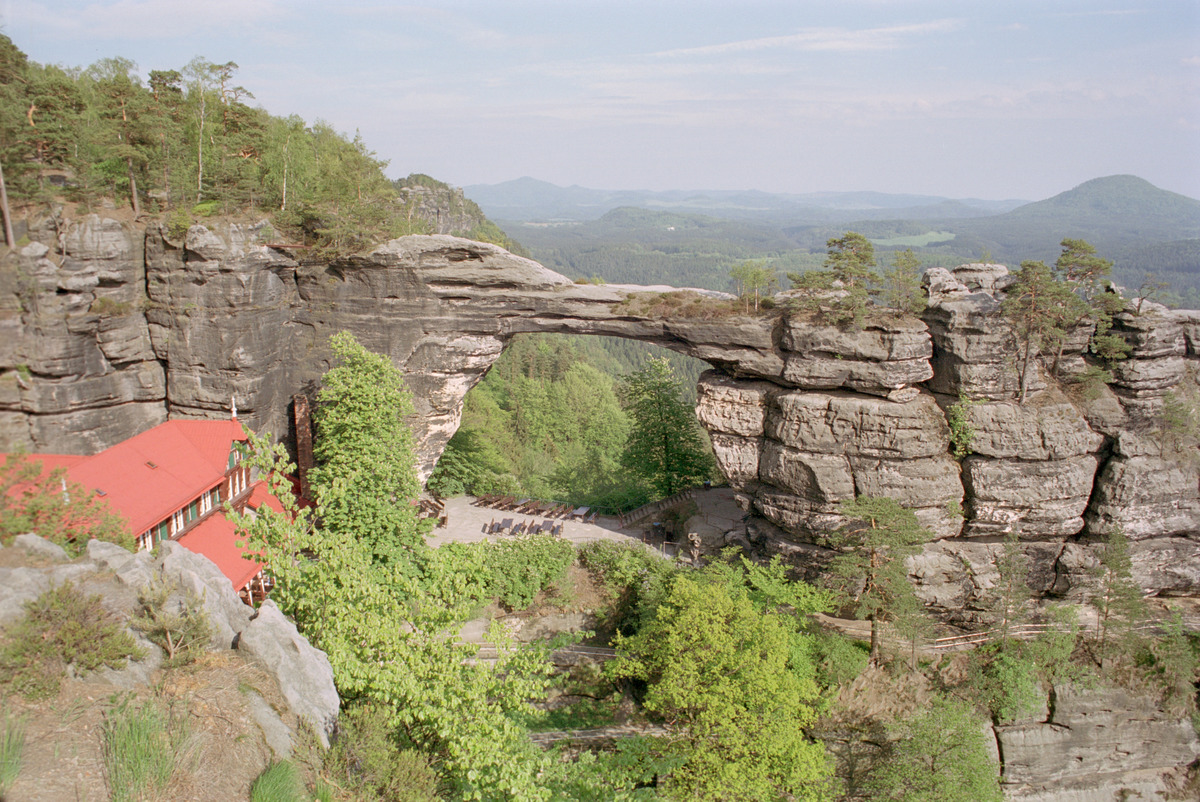
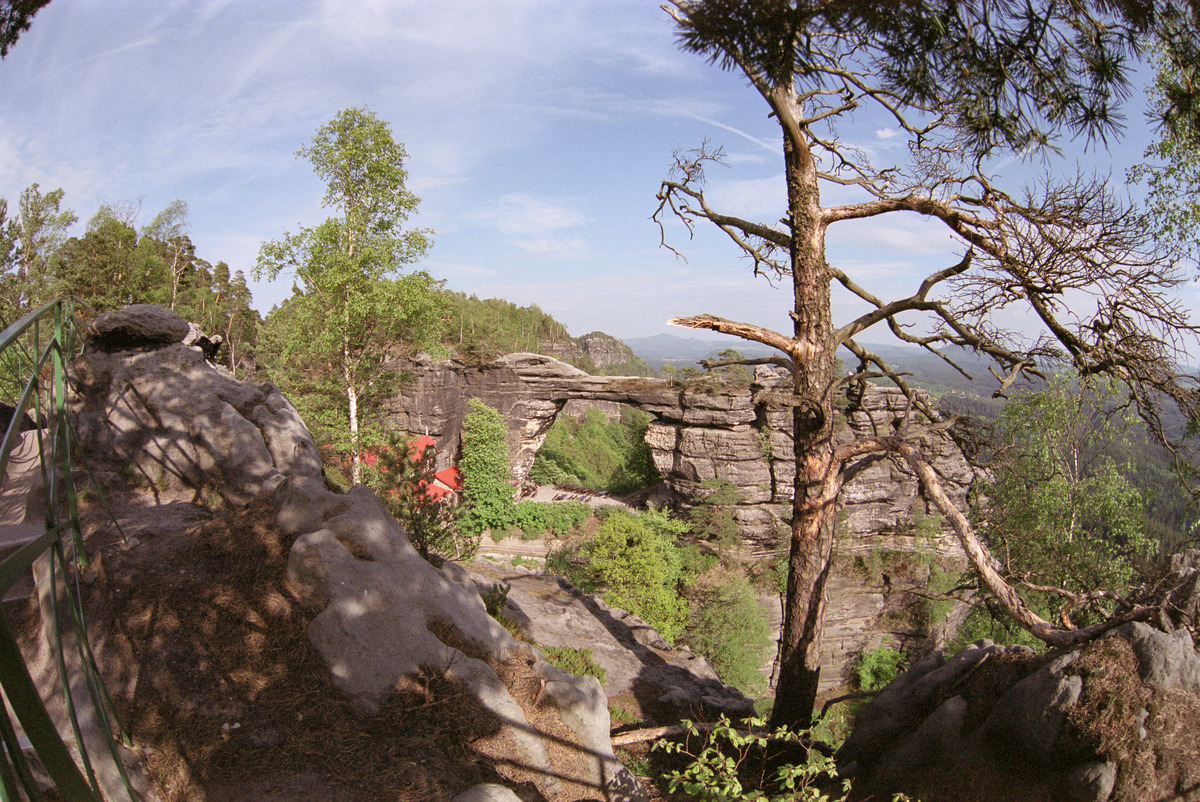
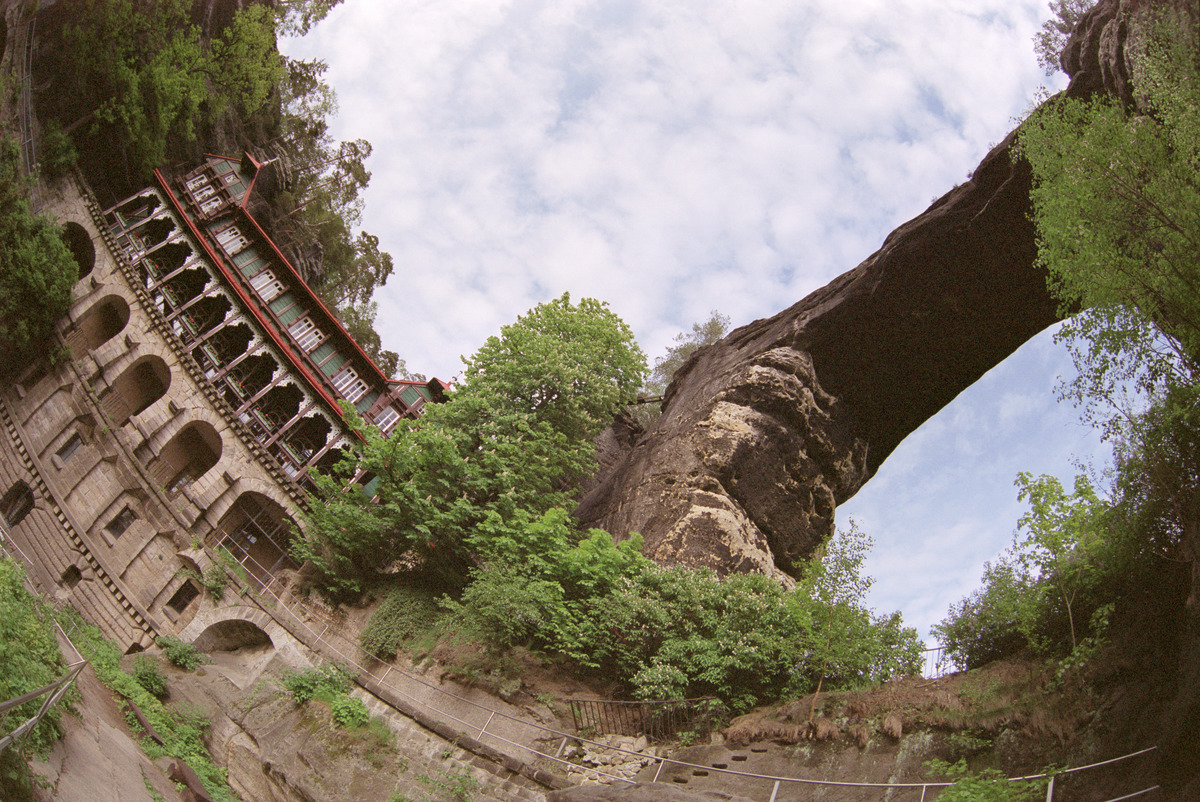
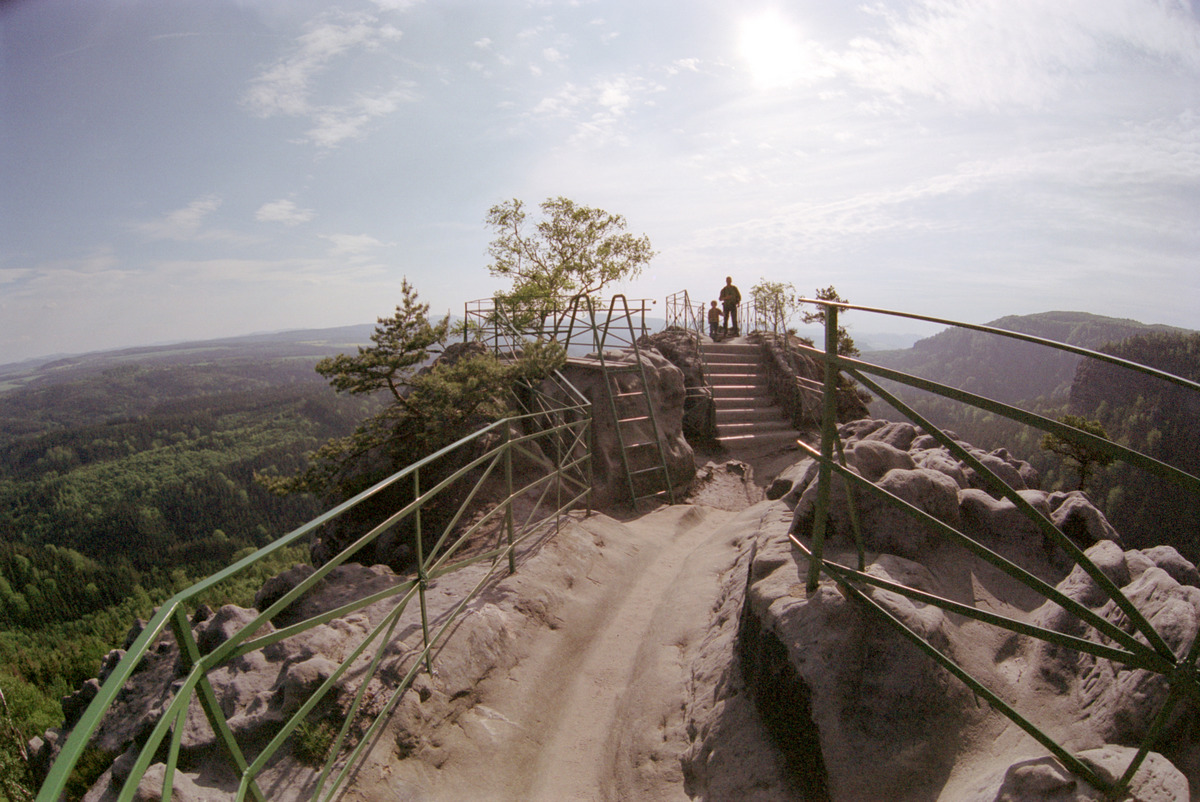